# Conophytum
Conophytum N.E.Br., 1922 è un genere di piante succulente appartenente alla famiglia delle Aizoacee, originario delle Province del Capo, in Sudafrica e di parte della Namibia.
Il nome deriva dal greco kònos (cono) e phytòn (pianta), per via della forma assunta da alcune specie.

## Descrizione
Le specie del genere Conophytum sono piante nane e perenni che formano nel loro sviluppo delle vere colonie. Alcune specie crescono sotto forma di ciottoli arrotondati e appiattiti, presentando una fessura centrale da cui, a inizio vegetazione (settembre-novembre) spunta il fiore e da dove spuntano anche le nuove coppie fogliari; altre specie sono simili a due lobi costituiti da due foglie carnose al centro delle quali spunta il fiore o le nuove coppie fogliari.

## Tassonomia
Il genere comprende 106 specie.

## Coltivazione
Il terriccio per coltivare questa pianta deve essere molto poroso e fibroso con aggiunta di sabbia molto grossolana e un misto di laterizi e pietrisco triturati.
La sua esposizione richiede pieno sole e leggermente ombreggiate ed arieggiate durante i periodi caldi e afosi, le annaffiature dovranno essere regolate a seconda della temperatura, della crescita e dell'umidità ambientale, le piante sono a vegetazione brevidiurna e vanno quindi annaffiate durante i mesi autunnali ed invernali mentre dalla primavera a tutta l'estate dovranno essere sospese del tutto.
La temperatura minima in inverno non dovrà essere inferiore ai 5 °C ma possono resistere a temperature non continue anche di pochi gradi sotto zero se completamente asciutte, inoltre si deve tenere conto della facilità alla quale la pianta è soggetta al marciume per cui nel periodo vegetativo (autunno - inverno) si dovrà procedere con le annaffiature solo quando la pianta apparirà come prosciugata e le loro foglie presenteranno alcune grinze. La pianta inizierà a produrre polloni dopo pochi o diversi anni dalla semina a seconda della specie.